# Verzorgingsplaats Het Lonnekermeer
Verzorgingsplaats 't Lonnekermeer is een Nederlandse verzorgingsplaats, gelegen aan de A1 Amsterdam-Oldenzaal tussen afritten 31 en 32 in de gemeente Dinkelland.
De naam 't Lonnekermeer komt van het naburige dorp Lonneker en het meer met dezelfde naam.
De parkeerplaats aan de noordelijke zijde van de autosnelweg heet verzorgingsplaats Het Veelsveld.
Met de openstelling van de A1 tussen Hengelo-Noord en Oldenzaal in 1991 is ook de verzorgingsplaats Lonnekermeer opengesteld. Het parkeerterrein had destijds 10 parkeerplaatsen voor vrachtwagens. De A1 werd destijds nog maar weinig gebruikt voor transitverkeer, er was enkel wat vrachtverkeer richting de regio Hannover, het vrachtverkeer naar Oost-Duitsland begon toen nog maar net op gang te komen na de Duitse hereniging. De parkeerdruk nam explosief toe vanaf 2000 en zeker vanaf 2004 toen Polen bij de Europese Unie kwam. In 2009 is de verzorgingsplaats aanzienlijk uitgebreid en zijn 100 parkeerplaatsen voor vrachtwagens gebouwd. Op 26 februari 2009 werd de verzorgingsplaats weer opengesteld.
Richting Oldenzaal:
Honswijck · 
Ronduit · 
De Slaag · 
Palmpol ·
Tolnegen · 
Lucasgat · 
Bruggelen · 
De Paal · 
Boermark · 
Bolder · 
Het Lonnekermeer
Richting Amsterdam:
De Poppe · 
Het Veelsveld · 
Struik · 
De Hop · 
Vundelaar · 
De Hucht · 
De Strubben · 
Tolnegen · 
Aanschoten · 
Uilengoor · 
De Middelaar · 
Neerduist · 
Bastion · 
Hackelaar